# U (jezik)
U jezik (a’erwa, awa blang, p’uman, puman, wa, wu, wu blang; ISO 639-3: uuu), jedan od osam jezika podskupine angku, šire skupine palaunških jezika, kojim govori 40 000 ljudi (2000) na jugozapadu Yunnana u Kini, u okruzima Shidian i Changning.
Pripadnici etničke grupe zovu se Puman.

## Vanjske poveznice
- Ethnologue (14th)
- Ethnologue (15th)